# Villa Marista
La Villa Marista est une prison située à La Havane à Cuba. Elle est notoire pour la détention de prisonniers politiques par l'agence de sécurité nationale cubaine.

## Historique et description
Le bâtiment a été construit pour abriter une école dirigée par la congrégation des Maristes. En 1963, l'école est transformée en prison et  devient la plaque tournante du ministère de l'Intérieur cubain.  En 1965, la plupart des éléments « antisociaux » sont regroupés à la Villa Marista, avant d'être envoyés dans les unités militaires d'aide à la production.
Les cellules sont sans fenêtre et  mesurent trois mètres sur trois,  une planche en métal ou en bois fixée au mur fait office de lit, les latrines sont un trou dans le sol. La porte en fer possède une petite grille pour surveiller le prisonnier. Martha Frayde, emprisonnée dans le Villa Marista de juin à septembre 1976, mentionne l'absence d'eau dans sa cellule pendant les premiers jours de sa captivité : impossible de s'hydrater et à fortiori de se laver correctement, avec le peu d'eau reçu en début de journée.

## Techniques d'interrogatoire
Le journaliste Serge Raffy décrit les modes opératoires des interrogatoires. Le détenu est privé de sommeil avec une lumière intense allumée en permanence dans la cellule. Ainsi, il perd la notion du jour et de la nuit. Sa volonté disparaît peu à peu jusqu'à l'épuisement. Le prisonnier n'est plus qu'un « légume qu'on manipule ». Ses geôliers lui disent à longueur d'interrogatoire : « Aie confiance en la révolution. Aie confiance… ». Martha Frayde précise que les interrogatoires se tiennent plusieurs fois par jour à n'importe quels moments du jour et de la nuit.
L'écrivain  Reinaldo Arenas, emprisonné au sein de la Villa Marista, où ses tortionnaires menacent de le supprimer, note la présence d'officiers soviétiques qui semblent commander les geôliers cubains. 
Elizabeth Burgos indique qu'on pratique au sein de la Villa Marista des  méthodes dites de « torture blanche » qui ne laissent pas de trace, et dont la modernité a pour origine des « avancées scientifiques de la psychologie et de la physiologie ».